# 13 février 2013
Le mercredi 13 février 2013 est le 44e jour de l'année 2013.

## Décès
- André Collière (né le 8 décembre 1915), homme politique français
- Robert Senelle (né le 8 septembre 1918), professeur émérite belge et constitutionnaliste belge
- Ivan Večenaj (né le 18 mai 1920), peintre naïf croate
- Gerry Day (née le 27 janvier 1922), scénariste américaine
- Loïck Fougeron (né le 26 septembre 1926), marin français
- Louis-René Berge (né le 5 août 1927), graveur français
- Tibor Zsíros (né le 8 juin 1930), joueur et entraîneur hongrois de basket-ball
- Friedrich Neznansky (né le 27 septembre 1932), écrivain soviétique
- Donald Byrd (né le 9 décembre 1932), trompettiste américain de jazz
- Yūko Tōjō (née le 20 mai 1939), politicienne japonaise d'extrême-droite et apologiste du Japon
- Gabriele Basilico (né le 12 août 1944), photographe italien
- Gilles Veinstein (né le 18 juillet 1945), historien français, spécialiste d'histoire turque et ottomane
- Michel-André Cardin (né en 1963), comédien canadien

## Autres événements
- Sortie de l'édition spéciale de l'album NU'EST
- Sortie des films Les Chevaux de Dieu, Crime d'amour
- Mami Kawada Best -Birth- (Sortie)
- As Your Friend (Sortie)
- U-Kiss (Sortie)
- Naître père (Sortie)
- Polina Semionova (Sortie)
- Nadir Moknèche (Sortie)
- Charlie Countryman (Sortie)
- Scialla! (Stai sereno) (Sortie)
- Discographie de B.A.P (Sortie)
- La Poussière du temps (Sortie)
- Sakura Komachi (Sortie)
- Ai (chanteuse) (Sortie)
- Le Clan des suricates, l'aventure commence (Sortie)
- Forget the World (album d'Afrojack) (Sortie)

- Goodbye Morocco (Sortie)
- Folimage (Sortie)
- Sublimes Créatures (Sortie)
- Sortie du film Turf
- Sortie du film Flight
- Marion Fraisse est retrouvée pendue à son domicile